# Gallaudet University

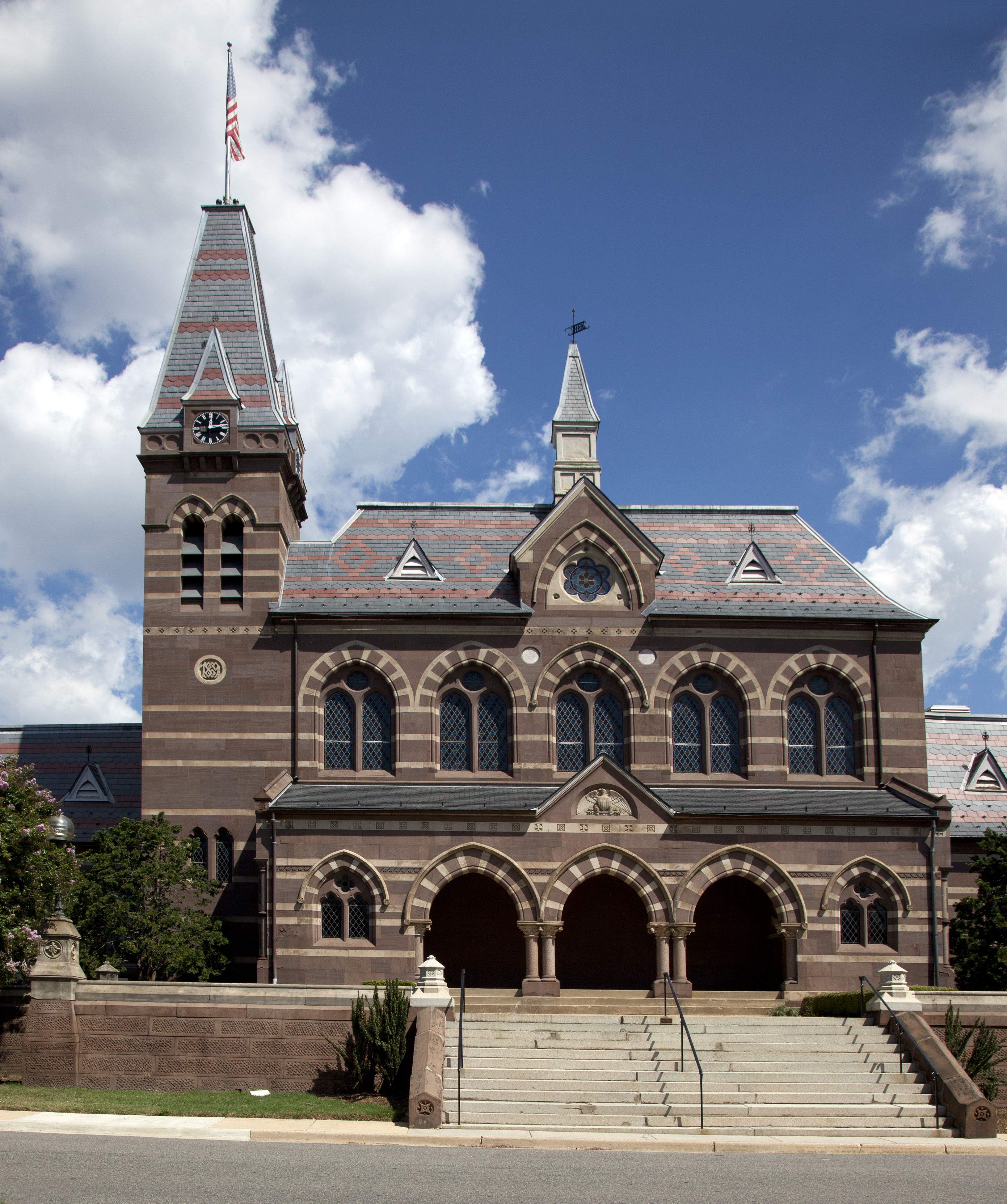
Chapel Hall building.

Gallaudet University är ett universitet i Washington D.C.. Undervisningen är främst riktad till döva och hörselskadade. Universitetet är det första och enda i världen för dessa grupper. Språken i undervisningen är amerikanskt teckenspråk samt engelska. Universitetet är uppkallat efter Thomas Hopkins Gallaudet. Det bildades 1864.